# Ysby kyrka
Ysby kyrka är en kyrkobyggnad som sedan 2002 tillhör Ränneslöv-Ysby församling (tidigare Ysby församling) i Göteborgs stift. Den ligger omgiven av uppodlat slättlandskap i Ysby kyrkby, Laholms kommun. Nordost om kyrkan ligger församlingshemmet.

## Historia
Ysby kyrka, eller Knut Lavards kyrka, är uppförd i tegel av munkar från Ringsteds kloster i Danmark, sannolikt under 1200-talet. Den föregicks troligen en träkyrka, vilken förstördes av brand. Nära kyrkan i en åker hittades 1935 ett iriskt guldbelagt krucifix daterat till omkring år 750, villet kallas Munkagårdskorset och är i privat ägo.

## Kyrkobyggnaden
Den medeltida tegelkyrkan är en av Hallands bäst bevarade. Kyrkan består av rektangulärt långhus med smalare, rakt avslutat kor, vidbyggd sakristia på korets nordsida och kyrktorn i väster. Ingången finns i väster genom tornets bottenvåning. Kyrktornet uppfört av gråsten och dess strävpelare tillkom 1750. På tornfasaden finns en ovanlig ansamling av ankarslutar. Medeltida murverk ingår i långhus, kor och troligen även i tornet. Vid en genomgripande restaurering 1844 revs bland annat kryssvalven i långhuset och tornet, som tidigare haft trappgavlar, fick en lanternin med kors. Sakristian tillbyggdes vid en restaurering 1953. Kyrkans exteriör har fortfarande medeltida prägel. Murkrön och östgavel har dekorativa friser och blinderingar. 
Långhuset har välvt trätak och koret, som avskärmas av en triumfbåge, har murade medeltida kryssvalv. Det lyses upp av en trefönstergrupp av unggotisk karaktär. I absiden finns rester av senmedeltida figurativa kalkmålningar och även valvribborna är bemålade med bladornamentik, som sträcker sig ut i valvkapporna.

## Inventarier
- Cuppan till en fyrsidig medeltida dopfunt av granit finns bevarad. Den kan även ha använts som vigvattenskål. Den är enkel och fyrsidig och har som ornamentik endast några bokstäver, vilka inte går att tolka. Man tror den är huggen under senare delen av medeltiden. Höjden är 32 cm och den saknar uttömningshål.[2]
- Predikstolen med baldakin hänger på södra väggen vid sydöstra hörnet. Den inköptes på 1760-talet från Veinge. I ett av predikstolens fält anges årtalet 1764.
- En altaruppsats, utförd 1760 av Johan Joakim Beckman, används sedan 1953 som dopaltare vid långhusets norra sida.
- Dopfunten är av snidat trä och har åttakantig cuppa och fot, tillverkad på 1700-talet eller tidigare. Funten står framför sidoaltaret vid kyrkans norra sida.
- Vigvattenskar i rödaktig granit från senare delen av medeltiden.
- Altarbord av tegel, delvis från 1200-talet, byggdes om 1953.
- Medeltida altarskiva av kalksten daterad till 1100-talet.
- En medeltida lillklocka, gjuten 1431, sprack vid ringning och blev omgjuten 1755 av Andreas Wetterholtz.[3] Storklockan är från 1931. Båda har inskription.

### Orgel
Dagens orgel byggdes 1876 av Carl August Johansson i Hovmantorp. Den genomgick 1954 en omfattande ombyggnad och renovering, vilken utfördes av A. Magnusson Orgelbyggeri AB, Göteborg. Spelbordet flyttades ned från orgelläktaren till läktaren under. Många gamla stämmor finns kvar, liksom fasaden. Orgeln har pneumatik enligt Roosewelts system och är tillsammans med instrumentet i Näsinge kyrka de enda bevarade, som har byggts av Johansson i Hovmantorp. Den har åtta stämmor fördelade på manual och pedaloch har en fast kombination.
| Manual        | Pedal      | Koppel     |
| Principal 8´  | Subbas 16´ | Man/Ped    |
| Gedackt 8´    |            | Man 4'/Man |
| Salicional 8' |            |            |
| Principal 4'  |            |            |
| Kvinta 2 2/3' |            |            |
| Oktava 2'     |            |            |
| Ters 1 3/5'   |            |            |

## Bilder

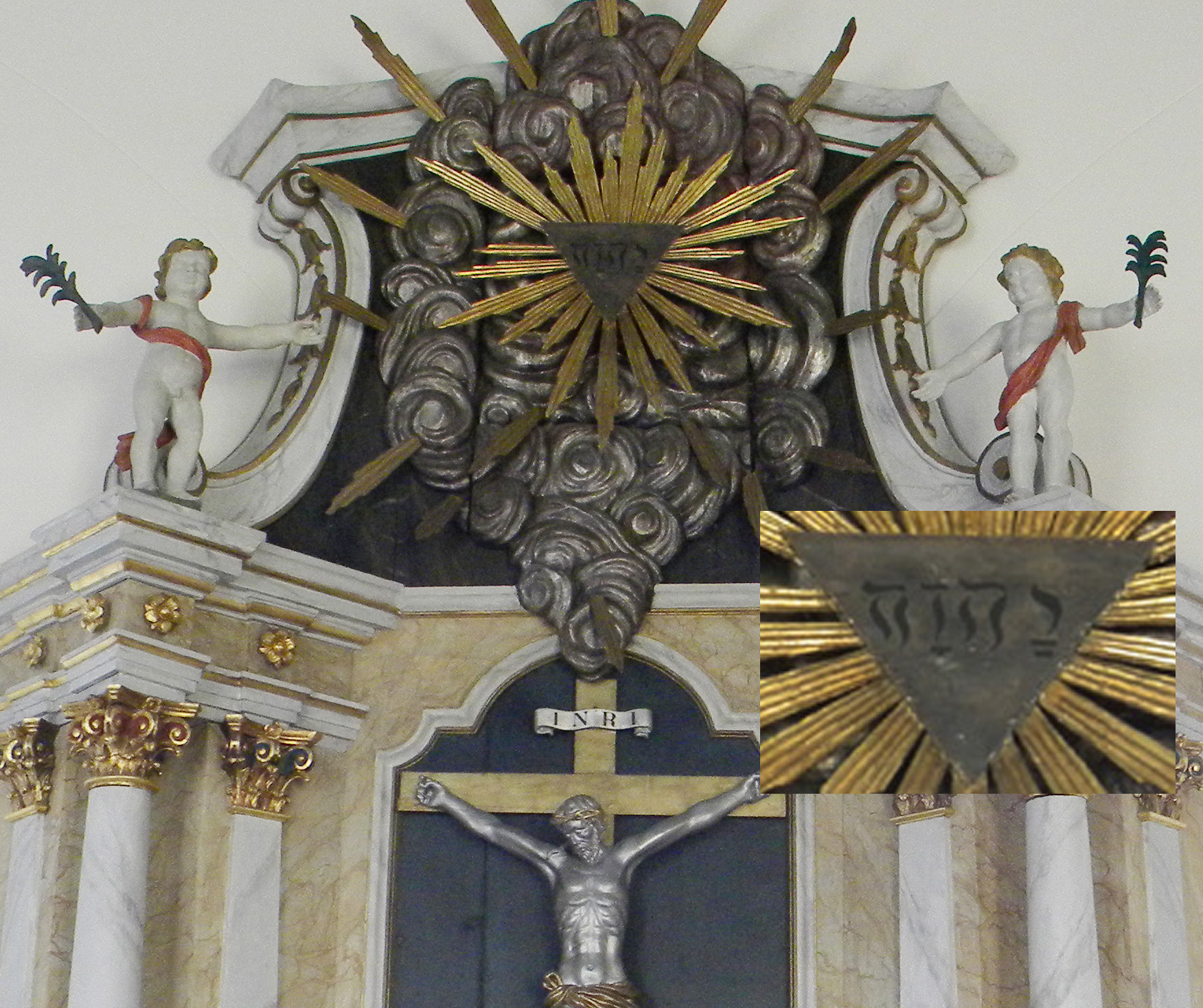
Altaruppsats
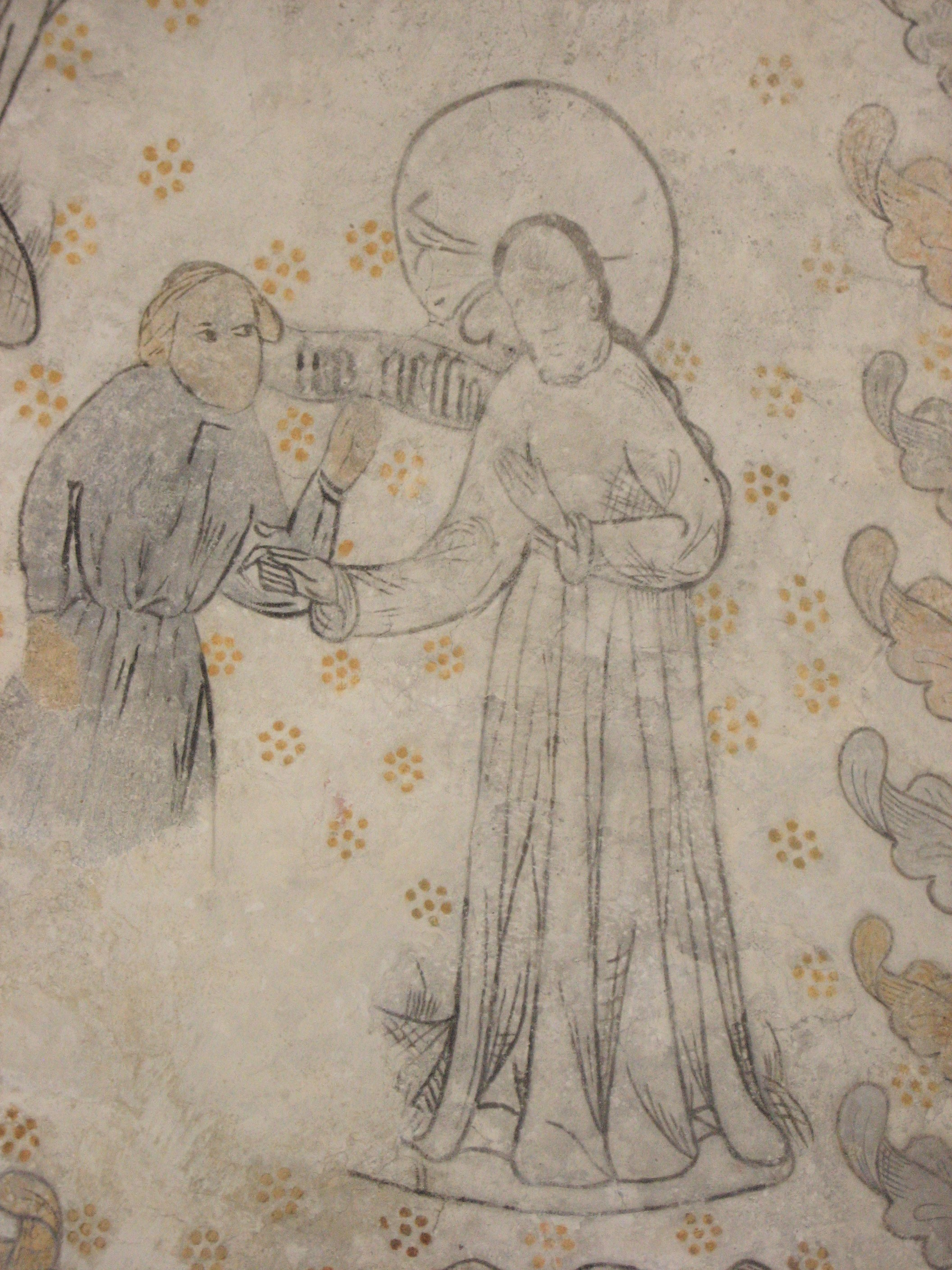
Detalj av kalkmålning
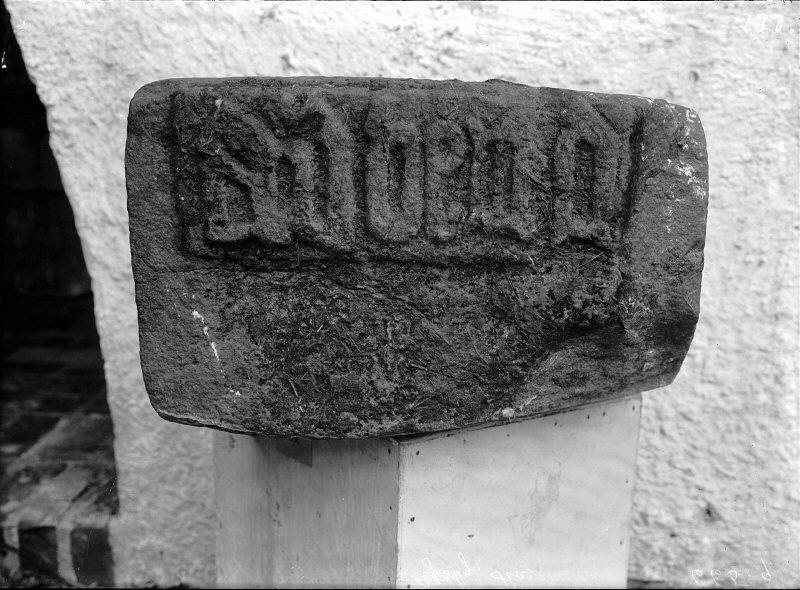
Vigvattenskål alternativt dopfunt